# Metathese (taalkunde)
Metathese, beter bekend als metathesis (van het Grieks meta, na en tithenai, plaatsen) is een fonologisch proces waarbij er transpositie (verwisseling van plaats) van klanken (fonemen) of syllaben (lettergrepen) in woorden plaatsvindt. Metathesis is daarmee een bijzondere vorm van klankverschuiving, en in de geschreven taal tevens een vorm van metaplasma.
Metathesis hoeft niet altijd spontaan te ontstaan. Het verwisselen van medeklinkers, al dan niet bedoeld, kan ook een komisch effect hebben. Een stijlfiguur als het bewust toegepaste spoonerisme berust mede daarop. Een asterisk (typografische ster) wordt in de volksmond vaak met asterix aangeduid. Ook hier is sprake van metathese, die in dit geval te herleiden kan zijn op de bekende stripfiguur, wiens naam het resultaat is van een opzettelijke verwisseling.

## Nederlands
Een bekend voorbeeld in de toponymie is het lid -drop in de plaatsnamen Vlodrop en Geldrop. Hier kan een articulatorische aanpassing (vergemakkelijking) de oorzaak zijn. Dit is ook gebeurd met wesp, dat in oude varianten van Germaanse talen (en nog steeds in sommige dialecten) een p- of f-klank vóór de s-klank had. Ook kinderen die met Standaardnederlands worden grootgebracht hebben soms moeite met de foneemcombinatie in het woord wesp en zeggen dan weleens weps. In het geval van medeklinkers is er vaker sprake van verspreking, zoals ook in geps. 

Een minder bekend toponymisch voorbeeld betreft de plaatsnaam Nijmegen, in het Nijmeegs: Nimwèège en in het Duits: Nimwegen geheten. Nimegen is een afleiding van Nieu(w) meghen, Latijn: Noviomagus. De metathesis heeft hier plaatsgevonden in het lokale dialect, het Nijmeegs (lokale naam: Nimwaegs oftewel Nimweegs).
Zoals blijkt uit het hierboven gegeven voorbeeld dorp > drop, kunnen ook een klinker en medeklinker omgezet worden. Een minder in het oog lopend voorbeeld is kerstmis en ook kerstenen (eigenlijk: "christelijk maken"), waarvan de stam op Christus teruggaat. Men vindt zo'n relatie ook in de doubletten gort en grutten. Deze vormen van metathesis vallen veel minder op dan die met twee medeklinkers en worden vaak niet meer als zodanig herkend.
Naargelang de klank die verspringt, wordt de metathese wel specifieker aangeduid als bijvoorbeeld r-metathese en h-metathese.
Naast deze meer 'lokale' klankverschuivingen bestaat het verschijnsel ook op morfologisch niveau. Men spreekt dan ook wel van woord-metathesis, hoewel het dan in feite de verwisseling van woorddelen in een samenstelling betreft. Deze is toegepast bij gevallen als nootmuskaat naast muskaatnoot en sinaasappel naast appelsien.

## Taalvergelijking
Metathese treffen we vaak ook aan wanneer we de verschillende Germaanse talen onderling vergelijken.

-- Zo bestond er een Oudnederlands woord brunnon dat naar "bronnen" verwees, datief meervoud. Later, in het Middelnederlands, kreeg dat naast bronne de (enkelvouds)vorm borne. In het hedendaags Nederlands kwam het terug als bron. In Nederland kennen we echter nog de plaatsnamen Born en Borne. Ook het Duitse woord Born verwijst naar bron, maar dan in figuurlijke zin, zoals in Lebensborn ('levensbron'). 

-- Vergelijkbare gevallen zijn: 

Ndl. vorst, dat bijvoorbeeld in het D. Frost en E. frost heet, en waarvan het Nederlandse werkwoord vriezen luidt.
Het Mnl. vors 'kikker' , dat nog voortleeft in kikvors, heeft cognate vormen in D. Frosch en E. frosh (dialectvariant van frog).

—Voorts onder meer:
Ndl. borst -- D. Brust, E. breast
Ndl. pers -- D. Presse, E. press
Ndl. dertig, E. thirty -- D. dreißig
Zie voor verdere voorbeelden van r-metathese hieronder.
-- Met een geheel andere foneemcombinatie: Ndl. naald naast D. Nadel en E. needle.
-- Een aardig intercultureel voorbeeld betreft de zogeheten klipvis, in het Portugees bacalao ("stokvis" of "kabeljauw") genoemd. De meeste klipvis wordt van kabeljauw gemaakt en wordt veel door Portugese, Spaanse en Kaapverdiaanse mensen gegeten. Ook Surinaamse en Antilliaanse mensen eten bakkeljouw; dit is meestal van goedkopere vissoorten gemaakt, zoals koolvis, leng, lom en dergelijke.

### Verdere voorbeelden vanr-metathese
Andere voorbeelden van dit verschijnsel zijn:

drie - derde, dertig
fromage (Fr.) - formaggio (It.)
-grad (omheinde plaats, vergelijk Petrograd, Stalingrad) - gaarde
procent - percentueel
Roland - Orlando
Tussen Nederlands en Engels:
branden - burn
ros - horse
spreeuw - sparrow (wel heel verschillende vogels!)
worstelen - to wrestle
wrat - wart
In veel Belgisch Limburgse dialecten (alsook in het Maastrichts) en in het Duits heeft in vergelijking met het Standaardnederlands en het Frans vaak r-metathese plaatsgehad. Wanneer in een lettergreep de beklemtoonde klinker van oudsher gevolgd werd door een r + een van de medeklinkers d, t, s, z, l of n, heeft de r hier met de klinker van plaats gewisseld. Dit is bijvoorbeeld het geval in veel leenwoorden die in het Maastrichts en het Bilzers uit het Frans overgenomen zoals persessie (< Fr. procession, vgl. ook het Nederlandse processie) en persong (< Fr. prison). In de omgeving van Sint-Truiden en Borgloon verandert het woord kwakvors ("kikker") bovendien in kwakvros. Ook in Duitse woorden zoals dreißig en Brust vergeleken met hun Nederlandse tegenhangers dertig en borst valt dit verschijnsel op.

## Psycholinguïstische achtergrond
Metathesis is een meervormig en ook een gradueel verschijnsel: het kan al dan niet bewust, meer of minder individueel, meer of minder herkenbaar en al dan niet articulatorisch zijn. Metathesis door verspreking beperkt zich niet tot de gesproken taal; het kan in principe ook in de gebarentaal voorkomen. Bij het typen komen dergelijke letterwisselingen nog gemakkelijker voor. Hoewel zulke verschrijvingen een mechanische basis hebben, kan er toch een verband gelegd worden met articulatorische foneemwisselingen.

### 'Letterwisselingen' bij het typen
Het tot stand komen van een uiting kan gezien worden als een reeks processen die van kennisrepresentatie naar fonologische vorm moeten leiden. De laatste fase daarvan is sensomotorisch. We noemen die articulatie als het gaat om het spreken, en geschreven of getypte vorm als het gaat om grafische uitingen (schrift). Deze laatste processen horen volledig geautomatiseerd te zijn. Toch gaat er weleens wat fout. Vaak constateren sprekers dat zelf door hun self-monitoring, en schrijvers kunnen hun eigen tekst teruglezen. In essentie zijn dit gelijke verschijnselen, alleen de modi en de weergave verschillen. Merk op dat het schrift geen fonologische component heeft, maar wel een morfofonologische. De preliminaire formatie van de woordvorm verloopt hetzelfde. Als geschreven tekst wordt voorgelezen verdwijnt in principe ook het uiterlijk verschil. 

Tot op grote hoogte lopen spreken en schrijven parallel, al zijn er natuurlijk essentiële verschillen. Die verschillen liggen echter niet zozeer in de mechanische eindbewerking, maar in de hogere orde-processen van planning en organisatie, die niet of veel minder te automatiseren zijn.

## Noot
1. ↑  https://www.etymologie.nl/e/ewn/ewn_theorie.html
2. ↑  http://www.janstroop.nl/oudesite/artikelen/metathesis.shtml. Gearchiveerd op 18 maart 2023.
3. ↑  Belemans & Keulen, 2004: 35-36